# Brebotte
Brebotte là một xã trong vùng hành chính Bourgogne-Franche-Comté, thuộc tỉnh Territoire de Belfort, quận Belfort, tổng Grandvillars, đông bắc Pháp.
 ==Tham khảo==